# 海倫·埃佩加
海倫·埃佩加（Helen Epega，又名The Venus Bushfires ，1981年—），是尼日利亚裔英國歌剧作家、作曲家和表演艺术家，她创作了世界上第一部皮欽语歌剧。

## 生平
埃皮加出生于尼日利亚西南部的伊巴丹一个有五个孩子的家庭里，她是一位医疗顾问和一位故事书作家的女儿，他们都对音乐感兴趣。她住在贝宁城，直到20世纪80年代7岁时搬到伦敦。 在进入一所女子修道院学校后，她在伦敦布鲁内尔大学通信和媒体专业毕业。
在英格兰艺术委员会的资助下，埃佩加按照传统的歌剧路线创作了世界上第一部皮欽语英语歌剧《歌曲皇后：皮欽歌剧》，但在保留弦乐的同时，她引入了传统的非洲乐器，如科拉琴，并加入了说话鼓、非洲鼓和手碟作为打击乐器。 2015年在伦敦场地大剧院首演的版本是一个小时，但埃佩加后来开发了一个扩展版本，使其达到一个半小时或两个小时。该剧还曾在南非开普敦的艺术风景剧院中心演出，并于2016年至2019年间在拉各斯演出。

## 个人生活
2015年5月，伊西博尔与EMC3主席巴巴·埃佩加结婚。